# فیل دنت
 فیل دنت (انگلیسی: Phil Dent؛ زاده ۱۴ فوریهٔ ۱۹۵۰) یک تنیس‌باز اهل استرالیا است.